# Araneus henanensis
Araneus henanensis este o specie de păianjeni din genul Araneus, familia Araneidae. A fost descrisă pentru prima dată de Hu, Wang și Wang, 1991. Conform Catalogue of Life specia Araneus henanensis nu are subspecii cunoscute.